# Palm Harbor
Palm Harbor ist  ein census-designated place (CDP) im Pinellas County im US-Bundesstaat Florida. Das U.S. Census Bureau hat bei der Volkszählung 2020 eine Einwohnerzahl von 61.366 ermittelt. 

## Geographie
Palm Harbor grenzt direkt an die Städte Tarpon Springs, Oldsmar, Clearwater und Dunedin sowie im Westen an den Golf von Mexiko. Der CDP liegt etwa 20 Kilometer westlich von Tampa und  wird vom U.S. Highway 19 sowie von den Florida State Roads 586 und 595 tangiert bzw. durchquert.

## Geschichte
Palm Harbor wurde 1888 unter dem Namen Sutherland gegründet. Durch Sutherland bzw. Palm Harbor verlief einst die im Gründungsjahr des Ortes fertiggestellte Orange Belt Railway von Sanford nach Saint Petersburg. 1925 wurde der Ort in Palm Harbor umbenannt. Nach mehreren Übernahmen wurde die Strecke im Zuge der Gründung der Seaboard Coast Line Railroad im Jahr 1967 stillgelegt.

## Demographische Daten
Laut der Volkszählung 2010 verteilten sich die damaligen 57.439 Einwohner auf 30.292 Haushalte. Die Bevölkerungsdichte lag bei 1276,4 Einw./km². 93,5 % der Bevölkerung bezeichneten sich als Weiße, 2,0 % als Afroamerikaner, 0,2 % als Indianer und 1,6 % als Asian Americans. 0,8 % gaben die Angehörigkeit zu einer anderen Ethnie und 1,8 % zu mehreren Ethnien an. 5,9 % der Bevölkerung bestand aus Hispanics oder Latinos.
Im Jahr 2010 lebten in 23,2 % aller Haushalte Kinder unter 18 Jahren sowie 36,2 % aller Haushalte Personen mit mindestens 65 Jahren. 61,5 % der Haushalte waren Familienhaushalte (bestehend aus verheirateten Paaren mit oder ohne Nachkommen bzw. einem Elternteil mit Nachkomme). Die durchschnittliche Größe eines Haushalts lag bei 2,17 Personen und die durchschnittliche Familiengröße bei 2,74 Personen.
19,4 % der Bevölkerung waren jünger als 20 Jahre, 18,0 % waren 20 bis 39 Jahre alt, 32,0 % waren 40 bis 59 Jahre alt und 30,5 % waren mindestens 60 Jahre alt. Das mittlere Alter betrug 49 Jahre. 47,5 % der Bevölkerung waren männlich und 52,5 % weiblich.
Das durchschnittliche Jahreseinkommen lag bei 54.233 $, dabei lebten 8,2 % der Bevölkerung unter der Armutsgrenze.
Im Jahr 2000 war englisch die Muttersprache von 90,21 % der Bevölkerung, spanisch sprachen 3,44 % und 6,35 % hatten eine andere Muttersprache.